# Área Naval Atlántica
El Área Naval Atlántica (ANAT) es un comando de la Armada Argentina con sede en la Base Naval Mar del Plata y dependiente del Comando de Adiestramiento y Alistamiento de la Armada.
Su jurisdicción comprende desde el cabo San Antonio hasta Comodoro Rivadavia.
Se creó en marzo de 2000.

## Organización
Su jurisdicción se extiende geográficamente desde la punta Rasa del cabo de San Antonio (provincia de Buenos Aires) hasta el límite entre las provincias del Chubut y Santa Cruz.
La composición, despliegue de paz y relaciones orgánicas del Área Naval Austral (ANAU) es que la sigue:
- Comando del Área Naval Atlántica (ANAT). Asiento: Base Naval Mar del Plata (Mar del Plata, BA).
  - Destacamento Naval Comodoro Rivadavia
  - Apostadero Puerto Madryn
  - División Patrullado Marítimo (DVPM). Asiento: Base Naval Mar del Plata (Mar del Plata, BA).[5][6]
    - Lancha patrullera ARA Punta Mogotes (P-65) (LPPM). Asiento: Base Naval Mar del Plata (Mar del Plata, BA).
    - Aviso ARA Suboficial Castillo (A-6) (AVSC). Asiento: Base Naval Mar del Plata (Mar del Plata, BA).
    - Patrullero Oceánico ARA Bouchard (P-51) (POBU). Asiento: Base Naval Mar del Plata (Mar del Plata), BA)
    - Patrullero Oceánico ARA Piedrabuena (P-52) (POPB). Asiento: Base Naval Mar del Plata (Mar del Plata, BA)
    - Patrullero Oceánico ARA Storni (P-53) (POST). Asiento: Base Naval Mar del Plata (Mar del Plata, BA)
    - Patrullero Oceánico ARA Contraalmirante Cordero (P-54) (POCC). Asiento: Base Naval Mar del Plata (Mar del Plata), BA)